# Alacepryl
Alacepryl – organiczny związek chemiczny, lek z grupy inhibitorów konwertazy angiotensyny stosowany głównie w terapii nadciśnienia tętniczego. Nie jest dostępny w Polsce. Po podaniu doustnym ulega przekształceniu w organizmie do kaptoprylu i dezacetyloalaceprylu. Maksymalne stężenie wolny kaptopryl osiąga po 1,5 h.